# 미술학교

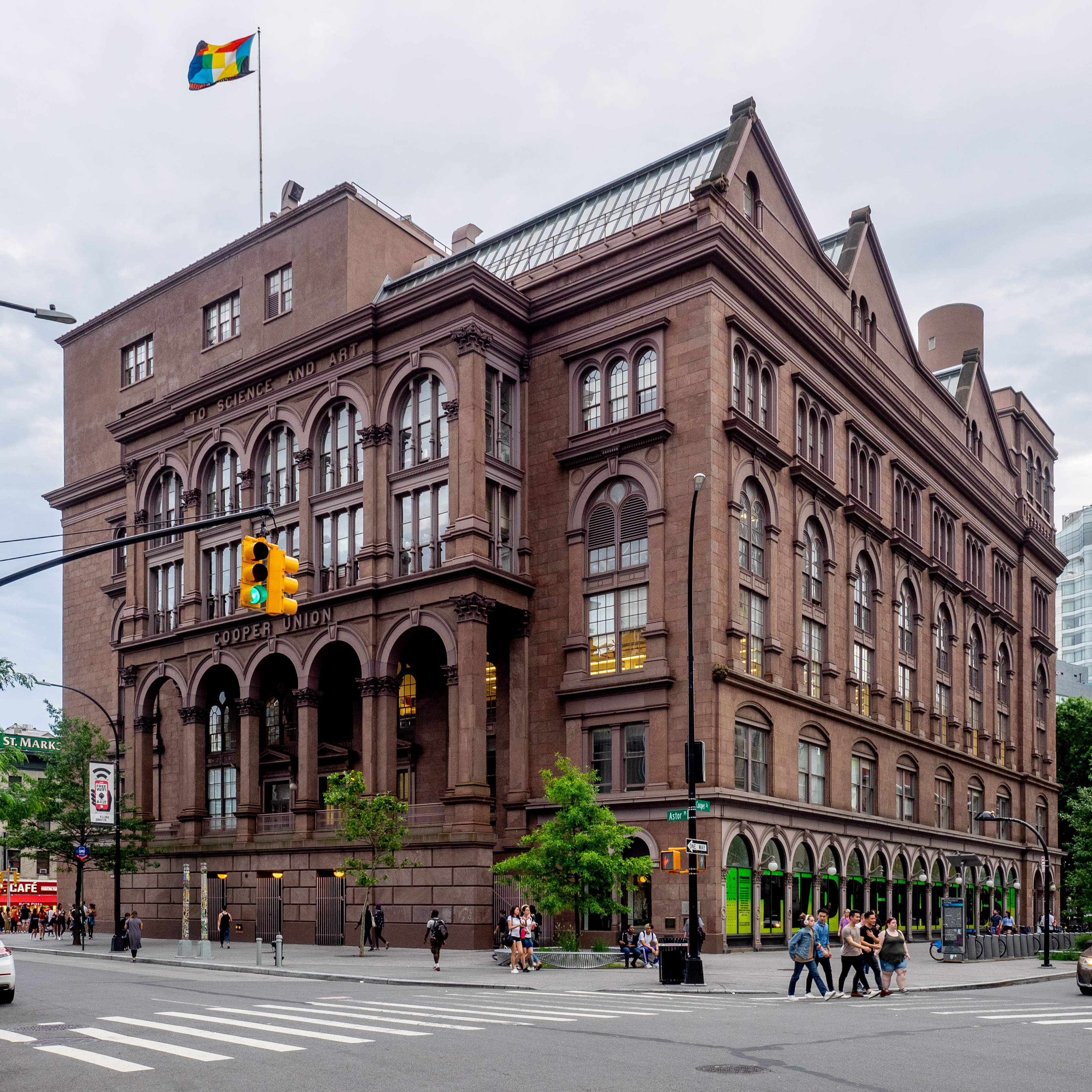
쿠퍼 유니언 파운데이션 빌딩, 쿠퍼스퀘어, 뉴욕시

미술학교(美術學校)는 시각 예술 (일러스트레이션, 회화, 사진, 조각, 그래픽 디자인 등)에 대한 전문 교육 기관이다. 초등 교육, 중등 교육, 고등 교육의 각 단계의 미술 교육 기관이 존재한다.

## 저명한 미술학교[1][2][3]

### 북아메리카

#### 미국[1]
- 캘리포니아 인스티튜트 오브 디 아츠
- 파슨스 디자인 스쿨
- 프랫 인스티튜트
- 로드아일랜드 스쿨 오브 디자인
- 시카고 예술대학

### 남아메리카[4]
- 칠레 대학교
- 상파울루 대학교

### 유럽[5][6]
- 베를린 예술대학교
- 에콜 데 보자르
- 왕립예술원
- 브레멘 예술대학교
- 헤리트 리트펠트 아카데미

이외에도 많은 미술 학교가 존재.

### 아시아[5]
- 칭화 대학
- 도쿄 예술대학  (공립 대학)

### 아프리카
- 나이로비 대학교

### 오스트레일리아
- ANU School of Art & Design (오스트레일리아 국립 대학교)
- School of Communication and Creative Industries, 찰스 스터트 대학교
- School of Communication & Creative Arts, 디킨 대학교
- en:Queensland College of Art, 그리피스 대학교
- Fine Art Department, 모내시 대학교
- School of Design, 퀸즐랜드 공과대학교
- School of Art, 로열 멜버른 공과대학교
- School of Design, 스윈번 공과대학교
- Faculty of Arts & Design, 캔버라 대학교
- Victorian College of the Arts, 멜버른 대학교
- UNSW Art & Design
- en:Sydney College of the Arts, 시드니 대학교
- School of Creative Arts, 태즈메이니아 대학교
- School of Design, 시드니 공과대학교
- School of Design, 웨스턴오스트레일리아 대학교
- School of Humanities & Communication Arts, 웨스턴시드니 대학교
- School of the Arts, English and Media, 울런공 대학교

## 같이 보기
- 인체 소묘